# ラヴァーン・スペンサー
ラヴァーン・スペンサー（Levern Spencer、1984年6月23日 - ）は、セントルシアの陸上競技選手、専門は走高跳。カストリーズ出身。2005年に世界陸上競技選手権大会に初出場。2008年の北京オリンピック、2012年のロンドンオリンピック、2016年のリオデジャネイロオリンピックと3回連続出場、リオデジャネイロオリンピックでは決勝に進出し、6位入賞となった。なお、出場した3大会全ての開会式で旗手も務めている。
2010年5月8日、彼女の所属するジョージア大学のあるジョージア州アセンズで、自己ベストである1.98mを記録した。2020年現在、この記録はセントルシアの国内最高記録である。

## 主な戦績
| 年   | 大会                                   | 開催地                 | 種目   | 順位            | 記録  | 備考 |
| ---- | -------------------------------------- | ---------------------- | ------ | --------------- | ----- | ---- |
| 2004 | 北中米カリブU23陸上競技選手権大会      | シェルブルック         | 走高跳 | 準優勝          | 1.85m |      |
| 2005 | 中央アメリカ・カリブ陸上競技選手権大会 | ナッソー               | 走高跳 | 優勝            | 1.94m |      |
| 2005 | 世界陸上競技選手権大会                 | ヘルシンキ             | 走高跳 | 予選敗退 (22位) | 1.84m |      |
| 2006 | 北中米カリブU23陸上競技選手権大会      | サントドミンゴ         | 走高跳 | 優勝            | 1.81m |      |
| 2006 | 中央アメリカ・カリブ海競技大会         | カルタヘナ             | 走高跳 | 3位             | 1.88m |      |
| 2007 | 北中米カリブ陸上競技選手権大会         | サンサルバドル         | 走高跳 | 優勝            | 1.89m |      |
| 2007 | パンアメリカン競技大会                 | リオデジャネイロ       | 走高跳 | 3位             | 1.87m |      |
| 2007 | 世界陸上競技選手権大会                 | 大阪                   | 走高跳 | 15位            | 1.90m |      |
| 2008 | 中央アメリカ・カリブ陸上競技選手権大会 | サンティアゴ・デ・カリ | 走高跳 | 優勝            | 1.91m |      |
| 2008 | オリンピック                           | 北京                   | 走高跳 | 予選敗退 (27位) | 1.85m |      |
| 2009 | 中央アメリカ・カリブ陸上競技選手権大会 | ハバナ                 | 走高跳 | 優勝            | 1.91m |      |
| 2009 | 世界陸上競技選手権大会                 | ベルリン               | 走高跳 | 予選敗退 (24位) | 1.89m |      |
| 2010 | 中央アメリカ・カリブ海競技大会         | マヤグエス             | 走高跳 | 優勝            | 1.94m |      |
| 2010 | IAAFコンチネンタルカップ               | スプリト               | 走高跳 | 3位             | 1.88m |      |
| 2010 | コモンウェルスゲームズ                 | ニューデリー           | 走高跳 | 3位             | 1.88m |      |
| 2011 | 中央アメリカ・カリブ陸上競技選手権大会 | マヤグエス             | 走高跳 | 優勝            | 1.82m |      |
| 2011 | 世界陸上競技選手権大会                 | テグ                   | 走高跳 | 予選敗退 (13位) | 1.92m |      |
| 2012 | オリンピック                           | ロンドン               | 走高跳 | 予選敗退 (19位) | 1.90m |      |
| 2013 | 中央アメリカ・カリブ陸上競技選手権大会 | モレリア               | 走高跳 | 優勝            | 1.92m |      |
| 2013 | 世界陸上競技選手権大会                 | モスクワ               | 走高跳 | 11位            | 1.89m |      |
| 2014 | コモンウェルスゲームズ                 | グラスゴー             | 走高跳 | 3位             | 1.92m |      |
| 2014 | 中央アメリカ・カリブ海競技大会         | ベラクルス             | 走高跳 | 優勝            | 1.89m |      |
| 2015 | パンアメリカン競技大会                 | トロント               | 走高跳 | 優勝            | 1.94m |      |
| 2015 | 北中米カリブ陸上競技選手権大会         | サンホセ               | 走高跳 | 優勝            | 1.91m |      |
| 2015 | 世界陸上競技選手権大会                 | 北京                   | 走高跳 | 12位            | 1.88m |      |
| 2016 | オリンピック                           | リオデジャネイロ       | 走高跳 | 6位             | 1.93m |      |
| 2017 | 世界陸上競技選手権大会                 | ロンドン               | 走高跳 | 予選敗退 (13位) | 1.89m |      |
| 2018 | コモンウェルスゲームズ                 | ゴールドコースト       | 走高跳 | 優勝            | 1.95m |      |
| 2018 | 中央アメリカ・カリブ海競技大会         | バランキージャ         | 走高跳 | 優勝            | 1.90m |      |
| 2018 | 北中米カリブ陸上競技選手権大会         | トロント               | 走高跳 | 優勝            | 1.91m |      |
| 2019 | パンアメリカン競技大会                 | リマ                   | 走高跳 | 優勝            | 1.87m |      |
| 2019 | 世界陸上競技選手権大会                 | ドーハ                 | 走高跳 | 予選敗退 (13位) | 1.92m |      |

## 記録
| 種目   | 記録  | 年月日       | 場所     | 備考     |
| ------ | ----- | ------------ | -------- | -------- |
| 走高跳 | 1.98m | 2010年5月8日 | アセンズ | 国内記録 |